# Odontodynerus yemenensis
Odontodynerus yemenensis är en stekelart som beskrevs av Giordani Soika. Odontodynerus yemenensis ingår i släktet Odontodynerus och familjen Eumenidae. Inga underarter finns listade i Catalogue of Life.